# Боднар Василь Федорович
Васи́ль Фе́́дорович Бо́днар (29 грудня 1972 — 27 вересня 2014) — старший сержант 24-го батальйону територіальної оборони «Айдар» Збройних сил України, загинув у ході російсько-української війни.

## Життєпис
Народився 1972 року в селі Ріп'янка (Калуський район, Івано-Франківська область). Закінчив Ріп'янську школу та Калуську ЗОШ № 7. Проходив строкову службу, закінчив 1991-го у ВМСУ в Севастополі. Займався боксом.
Учасник Революції гідності, 8-ма «афганська» сотня. Звідтіля приїхав додому, бо з мамою було погано. Переконавшись, що минулося, втік з дому від умовлянь, командир відділення, 24-й батальйон територіальної оборони «Айдар». Брав участь у боях за Луганськ, Металіст, Щастя. Тричі міг загинути — казав брату — в танку підірвався на фугасі; вдруге ледве не влучила граната, встиг вчасно відбігти, тільки контузило, був ще третій випадок.
Загинув уночі проти 27 вересня 2014-го під час мінометного обстрілу блокпоста в місті Щастя під час «перемир'я».
Без Василя лишились батьки. Брат Андрій — офіцер Мукачівської військової частини, також воював на сході України, другий брат має інвалідність.
Похований у селі Ріп'янка.

## Нагороди та вшанування
За особисту мужність і героїзм, виявлені у захисті державного суверенітету та територіальної цілісності України, вірність військовій присязі під час російсько-української війни, відзначений — нагороджений
- орденом «За мужність» III ступеня (посмертно)
- Його портрет розміщений на меморіалі «Стіна пам'яті полеглих за Україну» у Києві: секція 4, ряд 9, місце 19
- 2018 року на фасаді Калуської ЗОШ № 7 відкрито пам'ятний барельєф Василю Боднарю
- 30 грудня 2014 року в селі Ріп'янка Калуського району йому відкрито меморіальну дошку біля місцевої ЗОШ.
- Вшановується 27 вересня на щоденному ранковому церемоніалі вшанування українських захисників, які загинули цього дня в різні роки внаслідок російської збройної агресії[2]